# Ringerike tingrett

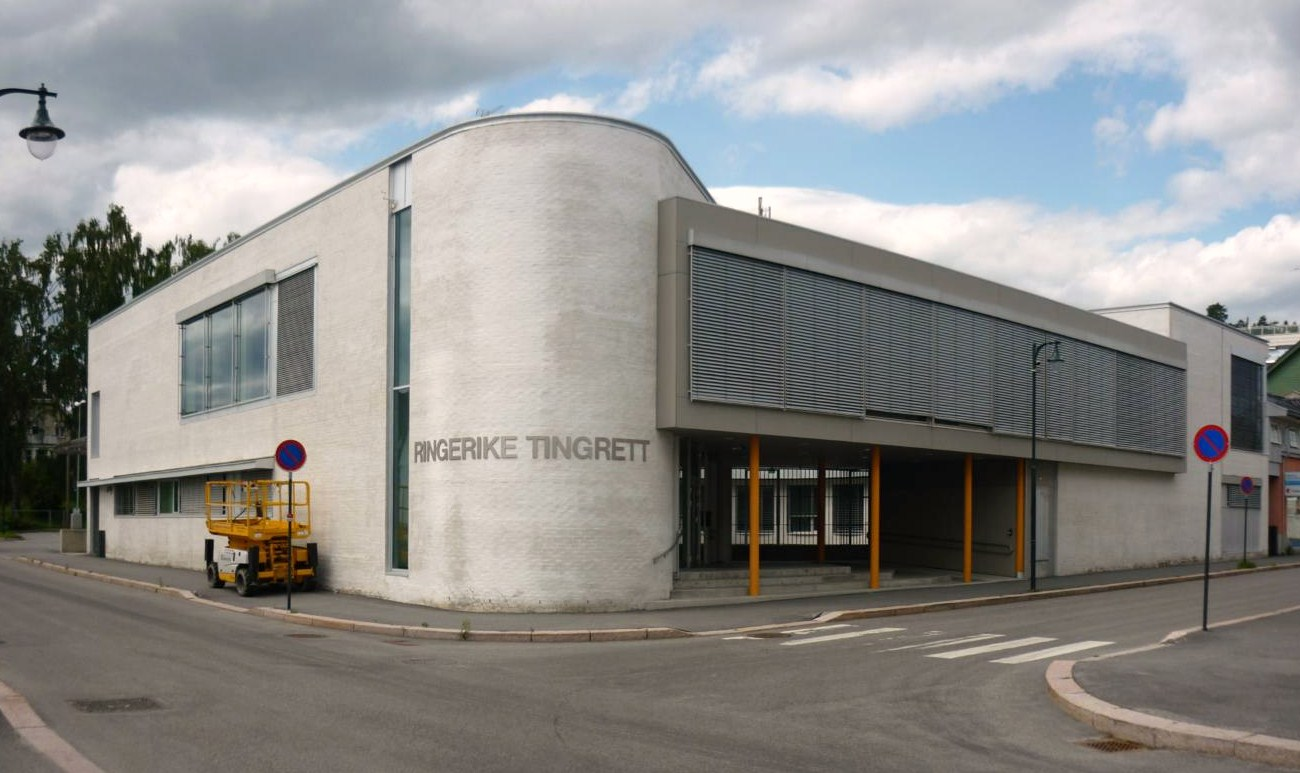
Het Tinghus in Hønefoss

Ringerike tingrett is een tingrett (kantongerecht) in de Noorse fylke Buskerud. Het gerecht is gevestigd in Hønefoss.  
Het gerechtsgebied omvat de gemeenten Hole, Ringerike en Jevnaker. Ringerike maakt deel uit van het ressort van Borgarting lagmannsrett. In zaken waarbij beroep is ingesteld tegen een uitspraak van Ringerike zal de zitting van het lagmannsrett meestal worden gehouden in Drammen.